# Cattedrale dell'Immacolata Concezione (Perth)
La cattedrale dell'Immacolata Concezione (in inglese: St Mary's Cathedral, ufficialmente Cathedral of the Immaculate Conception of the Blessed Virgin Mary) è il principale luogo di culto cattolico della città di Perth, in Australia, e sede vescovile dell'arcidiocesi di Perth.

## Storia
La cattedrale nella sua forma attuale è stata costruita in tre fasi principali. L'8 febbraio 1863 il vescovo di Perth Rosendo Salvado pose la prima pietra della cattedrale, completata nel 1865 e consacrata il 29 gennaio dello stesso anno. Il progetto per la sostituzione della cattedrale con un nuovo edificio gotico risale al 1920. Tuttavia, la costruzione è stata interrotta a causa della Grande depressione e solo la crociera e il presbiterio sono stati rinnovati, mentre la navata è rimasta nella sua configurazione originale. 
Dopo oltre 70 anni, nel 1990 sono stati raccolti i fondi per il rinnovo dell'edificio e nei primi anni del 2000 sono stati ripresi i lavori per l'estensione della cattedrale, con la realizzazione di una seconda guglia e di un centro parrocchiale sotterraneo. La cattedrale è stata chiusa per i lavori nel 2006 e riaperta nel dicembre 2009.